# Restrepia lansbergii
Restrepia lansbergii (Rchb.f. & Wagenitz (1854)) es una especie de orquídeas de la familia de las Orchidaceae.
El nombre del género se nombró en honor del botánico holandés Lansberg que recolectó orquídeas en Venezuela a fines de 1800.

## Hábitat
La planta se encuentra en el bosque nublado de Venezuela y Ecuador en elevaciones de 1200 a 3000 m s. n. m.

## Descripción
Es una planta diminuta que crece con clima fresco a frío, es epífita con erecto ramicauls envuelto en 5-7 vainas basales, delgadas, blanquecinas, sueltas, comprimidas, algo imbricadas  con la parte inferior manchada de color negro, y con una sola hoja apical, erecta, coriácea, de color púrpura por debajo, aovado-elíptica, aguda, subaguda a obtusa, en líneas generales cuneada o con la base redondeada y  retorcido peciolo en la base de la hoja que florece en el invierno y el verano en una erecta inflorescencia, delgado de 3 a 6 cm de largo, con sucesivamente una única flor de 1 cm de ancho que surge detrás de la hoja con una delgada y tubular bráctea floral.

## Nombre común
- Español:
- Inglés: